# 6163 Reimers
6163 Reimers este o planetă minoră (asteroid), cu un diametru de 2,361 km, din centura de asteroizi. A fost descoperită pe 16 martie 1977 la Observatorul La Silla de Hans-Emil Schuster⁠(d) și a fost numită după Dieter Reimers⁠(d). 
Obiectul prezintă o orbită caracterizată de o semiaxă mare de 1,9271993 UAi, o excentricitate de 0,1, o înclinație de 20,30972 ° în raport cu ecliptica.